# Barranc de Castellnovet
El Barranc de Castellnovet és un corrent fluvial de l'Alt Urgell, que neix al vessant sud de Les Agudes i després de passar pel nucli de Castellnovet desemboca al barranc de Cercèdol a Castellbò.